# Lac Kavicsos
 (novembre 2015).
Le lac Kavicsos (en hongrois : Kavicsos-tó) est une étendue d'eau située à la limite entre Budapest et Szigetszentmiklós, sur l'île de Csepel. Il s'agit d'une ancienne mine immergée (bányató). On y trouve cinq petites îles privées entièrement loties et habitées.